# Aldehyd salicylowy
Aldehyd salicylowy – organiczny związek chemiczny z grupy aldehydów aromatycznych, hydroksylowa pochodna benzaldehydu zawierająca grupę hydroksylową w położeniu orto (o-hydroksybenzaldehyd). Jego izomerami są 3-hydroksybenzaldehyd i 4-hydroksybenzaldehyd.

## Otrzymywanie
Aldehyd salicylowy otrzymywany jest w reakcji Reimara-Tiemanna: